# 亞納科查山 (安塔省)
13°23′04″S 72°19′32″W / 13.38444°S 72.32556°W
亞納科查山（Yanaqucha），是秘魯的山峰，位於該國南部庫斯科大區，由安塔省負責管轄，屬於安地斯山脈中維爾卡潘帕山脈的一部分，海拔高度4,920米。